# Castelo romano da Cerca da Zorra
O Castelo da Cerca da Zorra, também conhecido como Castelo do Curral da Zorra, foi uma fortificação do período romano que se situava no território do atual Município de Castro Verde, na região do Baixo Alentejo, em Portugal.

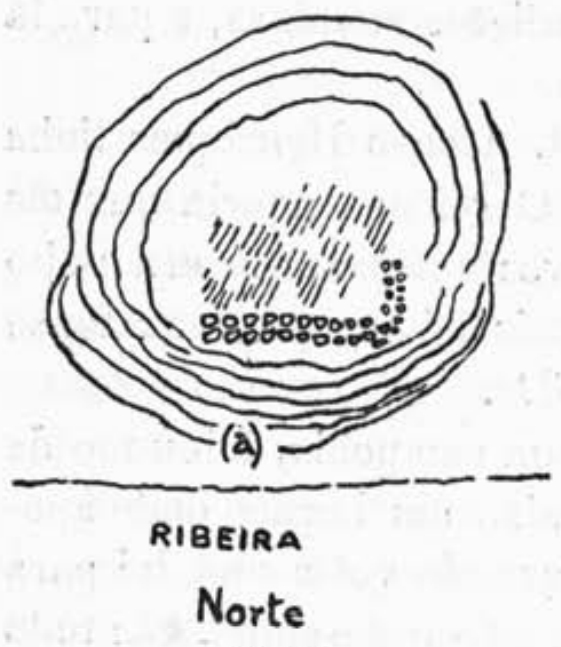
Desenho do sítio arqueológico, por José Leite de Vasconcellos, mostrando a colina, o topo artificial e os restos de muros. A letra a indica o local onde foi descoberta a pia em opus signinum.

## Descrição e história
Este monumento consistia num forte ou numa villa fortificada, que fazia parte de um sistema defensivo que também inclui as fortificações, conhecidas tradicionalmente por castelos, de Juntas, Amendoeira, Chaminé e Vale de Mértola.
O local foi investigado pelo eminente arqueólogo José Leite de Vasconcellos em 1897, como parte de uma expedição científica à região do Alentejo, que descreveu o sítio como um montículo de terra com cerca de 6 m de altura e 24 de diâmetro, situado nas imediações da Ribeira de Cobres, no interior da Herdade de Val de Mertola. A parte superior do montículo parecia ser artificial, tendo sido formada a partir de um aterro. No lado da ribeira existia um muro grosseiro, que curvava num ângulo recto, terminando pouco depois. No interior da fortificação, Leite de Vasconcellos encontrou um fragmento de um bojo de ânfora romana de barro, com asa, e na zona circundante descobriu várias partes de tégulas, um gargalo que também pertenceria a uma ânfora, e um elemento em Opus signinum, provavelmente uma pia, formada por cacos, cal e pequenas pedras. No interior desta pia estava um pedaço de chumbo, que recolheu para o museu. Os habitantes locais referiram a presença de outros elementos que poderiam ser pias, nas proximidades do monumento.
Segundo o artigo Fortalezas romanas do sul de Portugal, publicado pelo investigador Manuel Maia em 1978 na revista Zephyrus, o forte da Cerca da Zorra estava situado a cerca de um quilómetro para Leste do Castelo de Vale de Mértola, tendo sido encontrado um grande número de materiais, que poderiam indicar uma continuidade de ocupação mais tardia, destacando-se a presença de grandes placas em Opus signinum. Manuel Maia constatou que o espaço no interior do forte tinha sido modernamente utilizado como plantação de oliveiras, tendo os vestígios sido deslocados pelos trabalhadores agricolas, embora deixando a planta e parte do alçado ainda muito visíveis.